# Henri Guérin (escrime)
Pour les articles homonymes, voir Henri Guérin et Guérin.

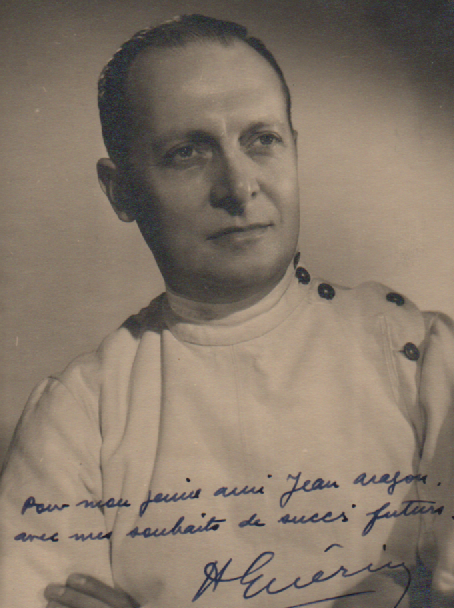
Henri GUERIN

Henri Guérin, né le 20 mai 1905 dans le 18e arrondissement de Paris et mort le 11 octobre 1967 à Neuilly-sur-Seine, est un escrimeur français, ayant pour arme l'épée.
Il est champion olympique d'escrime en épée par équipes aux Jeux olympiques d'été de 1948 à Londres. Il termine quatrième dans l'épreuve individuelle. 
Guérin est champion du monde d'escrime en 1947 et vice-champion en 1950, les deux fois en épreuve d'épée par équipes.